# Martinsicuro
Martinsicuro és un municipi situat al territori de la província de Teramo, a la regió dels Abruços, (Itàlia).
Martinsicuro limita amb els municipis d'Alba Adriatica, Colonnella, Monteprandone i San Benedetto del Tronto.

## Galeria

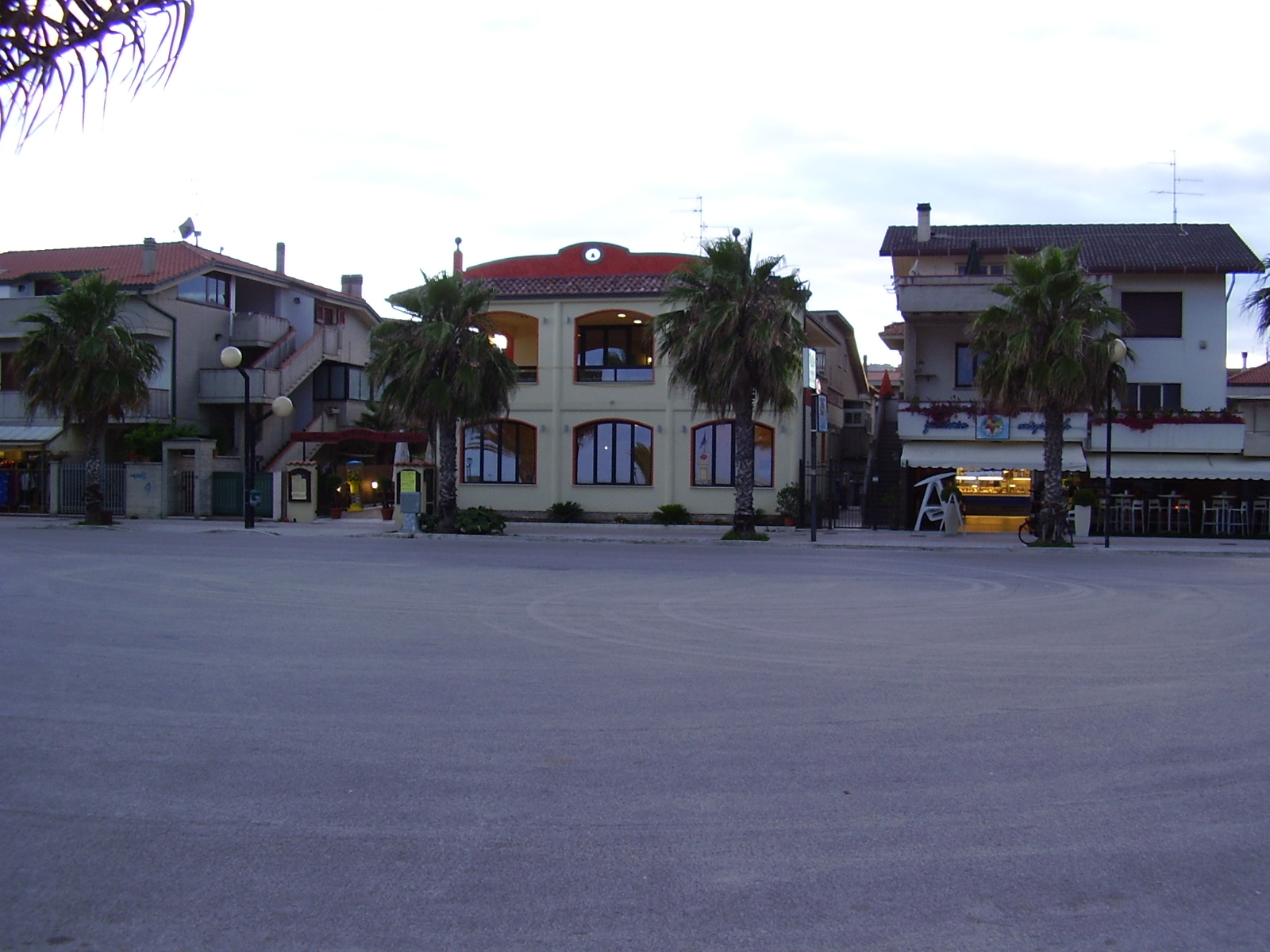
Martinsicuro
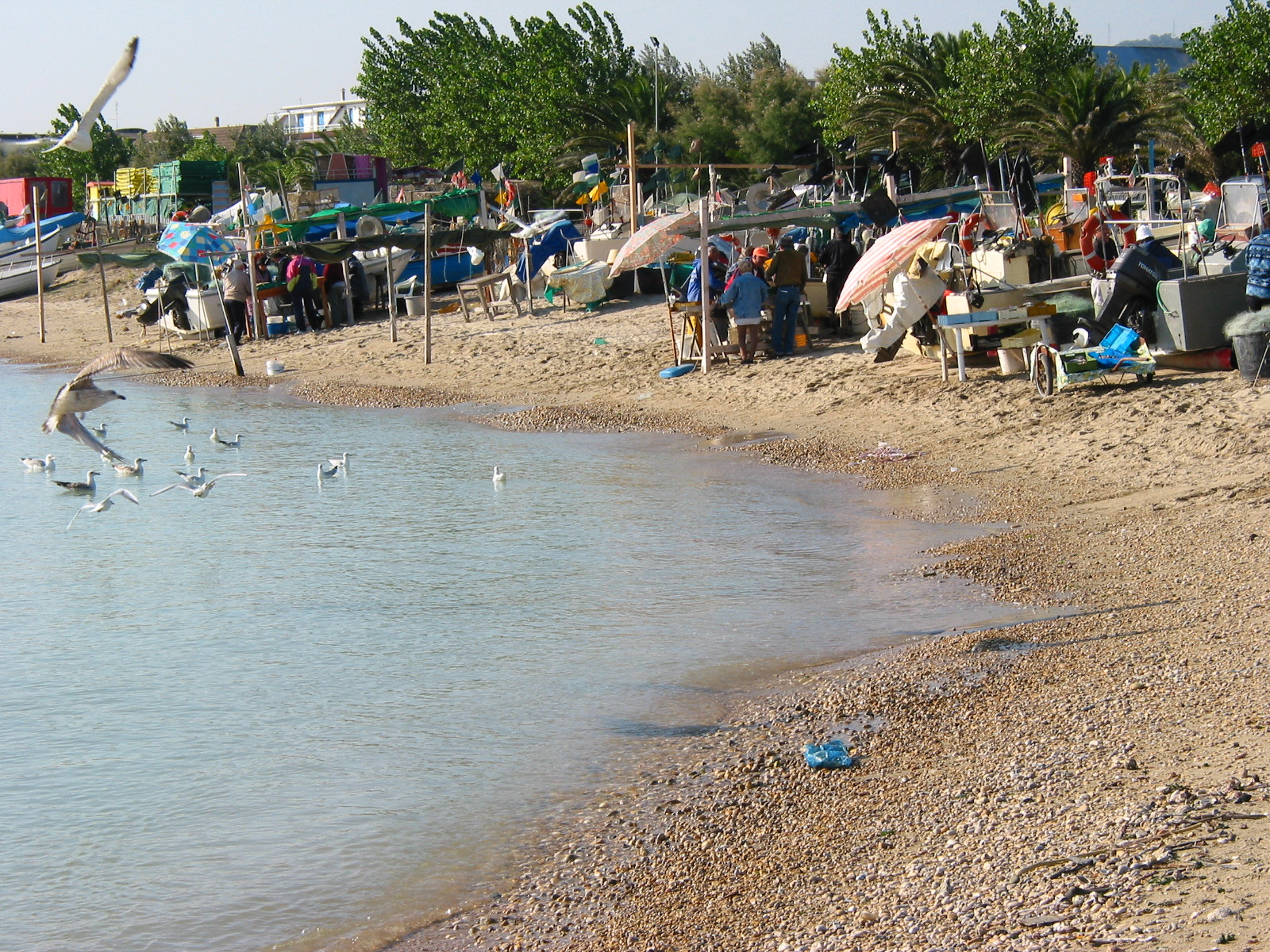
Costa de Martinsicuro